# Мирабел (Квебек)
Мирабел (фр. Mirabel) је град у Канади у покрајини Квебек. Према резултатима пописа 2011. у граду је живело 41.957 становника.

## Становништво
Према резултатима пописа становништва из 2011. у граду је живело 41.957 становника, што је за 21,2% више у односу на попис из 2006. када је регистровано 34.626 житеља.
| 2006.  | 2011.  |
| ------ | ------ |
| 34.626 | 41.957 |